# Olenecamptus lumawigi
Olenecamptus lumawigi là một loài bọ cánh cứng trong họ Cerambycidae.